# Percy Jackson e gli dei dell'Olimpo: la battaglia del labirinto
Percy Jackson e gli dei dell'Olimpo: la battaglia del labirinto, detto anche solamente La battaglia del labirinto, è un romanzo fantasy ed è il quarto di una serie di cinque romanzi della saga letteraria di Percy Jackson e gli dei dell'Olimpo scritta ed ideata dallo scrittore statunitense Rick Riordan negli anni duemila che ha come protagonista Percy Jackson. È stato pubblicato in lingua originale il 6 maggio 2008 ed in italiano il 25 ottobre 2011.

## Trama
Percy si trova nella sua nuova scuola, dove insegna il patrigno, Paul Stockfis, Li incontra Rachel Elizabeth Dare, e mentre sta scappando da lei si imbatte in due empuse sotto forma di cheerleader. Combattendo scappa per strada e trova Annabeth pronta per un appuntamento che dovevano avere nel pomeriggio. Lei lo conduce al campo dove Clarisse è tornata dalla sua missione segreta con un ragazzo impazzito di nome Chris Rodriguez, che era alleato con Luke. Inoltre il Signor D è impegnato in una riunione sull'Olimpo, e al suo posto vi è Quintus, uno spadaccino misterioso che possiede un segugio infernale buono chiamato signora O'Leary. 
Durante la Caccia alla bandiera Percy e Annabeth si nascondono in una fessura che si rivela l'entrata per il labirinto di Dedalo. Arriva Chirone a soccorrerli. 
Più tardi c'è una riunione tra i capigruppo delle case dove viene proposta un'impresa nel Labirinto affidata ad Annabeth. A questa prenderanno parte Percy, Tyson e Grover che non avendo trovato Pan è il disonore dei satiri e il Consiglio di Satiri Anziani lo vuole espellere.

### La perlustrazione del labirinto
Viene proposta una missione con a capo Annabeth e, come per tutte le missioni, il capo ha il diritto di ascoltare la sua profezia dall'oracolo:
Così Annabeth, la quale decide di non rivelare subito il seguito della profezia, decide che la compagnia di eroi venga formata da Tyson, Percy e Grover. Prima che i tre partano Quintus offre a Percy un fischietto magico che, se suonato, fa apparire il segugio infernale a cui Quintus è molto legato, la signora O'Leary; il fischietto però può essere usato una sola volta, poiché una volta usato si sarebbe autodistrutto e, come Vortice (la penna che si trasforma in spada di Percy), ritorna sempre in tasca o in mano al suo possessore se viene perso. I quattro eroi entrano nel labirinto ma non riescono ad orientarsi. Incontrano il dio Giano, che vuole che Annabeth faccia una scelta (se scegliere la strada a destra o a sinistra, una li farà andare avanti, l'altra li farà morire), ma la ragazza è confusa e viene salvata da Era, moglie di Zeus, che però le dice che il tempo della scelta è solo ritardato. I quattro raggiungono una cella di Alcatraz, una delle uscite del labirinto, il luogo di prigionia del centimano Briareo, custodito dal mostro Campe, che fa parte dell'esercito di Luke. I quattro eroi riescono a liberare il gigante ed a fuggire da Campe tornando nel labirinto, lì però Briareo li abbandona perché estremamente spaventato e impaurito. Il giorno seguente arrivano a un ranch nel Texas dove incontrano Gerione ed Euristeo, un figlio di Ares, che gestiscono animali tra cui le vacche sacre al dio del sole Apollo e dove incontrano Nico, che sta ancora cercando di resuscitare la sorella. Gerione però vuole vendere a Luke i ragazzi, ma Percy contratta promettendo di pulire le stalle sporchissime dei cavalli carnivori. Pulirle sarebbe un'impresa ma, grazie all'aiuto di una ninfa di un fiume e ai suoi poteri, Percy fa inondare le stalle che così vengono pulite. Visto che Gerione non vuole tuttavia rispettare il patto ed anzi vuole uccidere i suoi amici Percy con un arco lo distrugge. Inoltre i quattro eroi scoprono che il fantasma che aiuta Nico altri non è che Minosse, il re che ha ordinato a Dedalo di creare il labirinto, ed è lo stesso Minosse ad avere infuso la follia a Chris. Quindi Nico, con un rituale, richiama Bianca dagli inferi, e questa lo invita a desistere dalla sua folle impresa di volerla riportare in vita. Nico resta al ranch mentre i quattro, seguendo un ragno magico, donato precedentemente ad Euristeo per raggiungere l'amico Efesto, s'imbattono nella Sfinge, ma riescono a sconfiggere il mostro. Quando stanno per raggiungere le fucine di Efesto, Grover sente la presenza di Pan ed i quattro si dividono: Annabeth e Percy vanno verso le fucine mentre Grover e Tyson seguono la sensazione del primo.

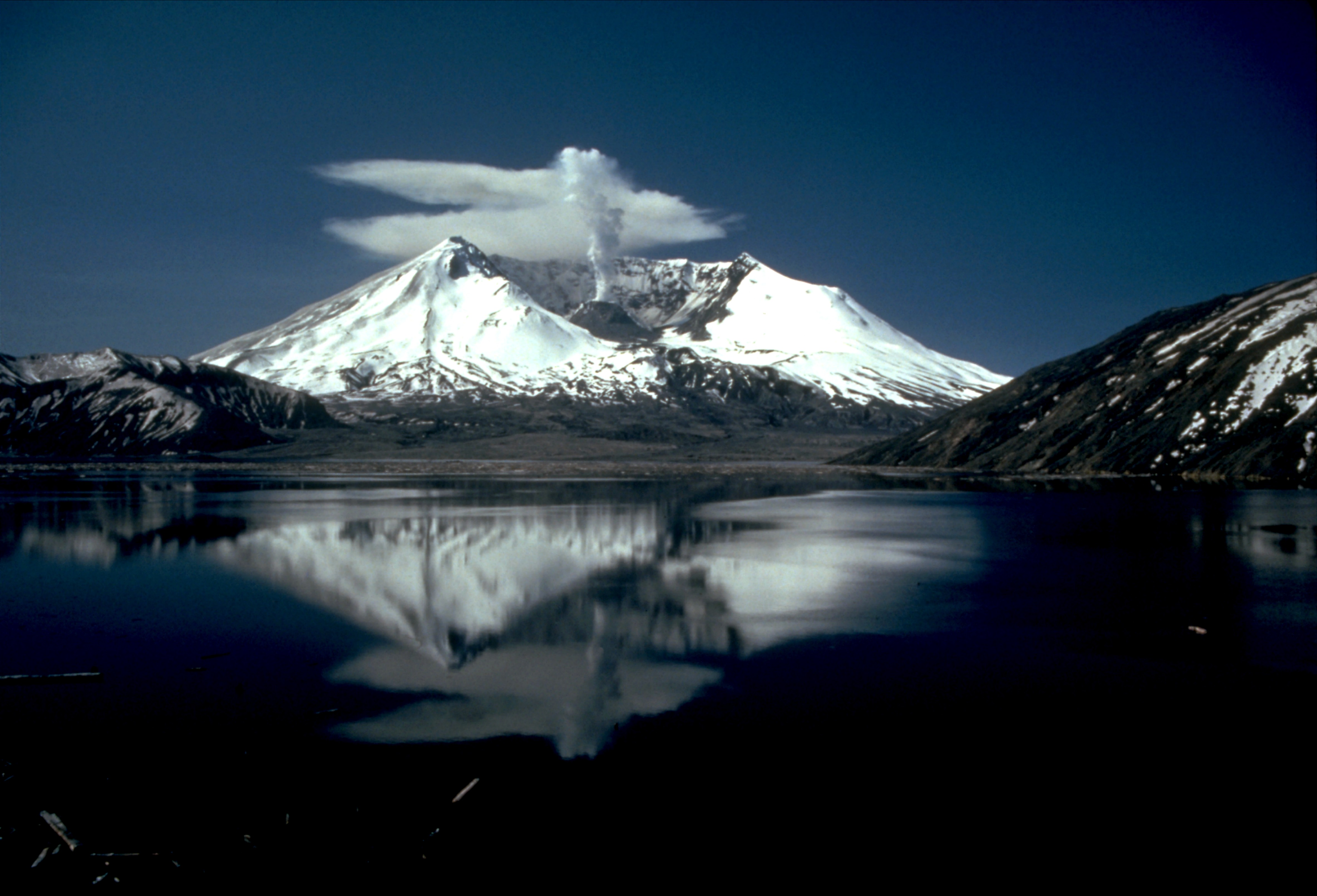
Monte Sant'Elena.

Quando arrivano da Efesto il dio dice loro che per sapere dove si trova Dedalo devono trovare i ladri che si aggirano in uno dei suoi vulcani: il monte Sant'Elena. Percy e Annabeth vanno a cercare i mostri ed il primo a trovarli è Percy: sono i Telchini, per metà leoni marini e per metà cani. Percy dice ad Annabeth di fuggire con il suo berretto dell'invisibilità regalatole dalla madre. Ma la ragazza non vuole lasciarlo solo e Percy pensa che non riuscirà mai a convincerla. Ma mentre sembra che stia per controbattere Annabeth fa una cosa inaspettata che lascia Percy di stucco. Lo bacia sulle labbra e lo saluta dicendo:- Sta attento Testa D'Alghe -. I mostri gli gettano contro della lava, fortunatamente data la natura di suo padre non brucia subito, ma inizia a consumarsi lentamente. Per salvarsi usa il potere dell'acqua: stavolta la fitta sarà più forte e la potenza enorme sprigionata lo farà volare in alto e cadere sull'isola fantasma di Ogigia. Lì si trova Calipso, che gli rivela di essere costretta a rimanere sull'isola dove ogni mille anni arriva un eroe di cui lei si innamora e ciascun eroe può decidere se rimanere con lei o andarsene lasciandola nella disperazione. Infatti quando arriverà Efesto che darà a Percy un consiglio su come superare il labirinto l'eroe sceglierà di partire suo malgrado. Efesto rivela che è necessario l'aiuto di una mortale che non sia vittima della foschia. Percy lascia l'isola a bordo di una zattera magica raggiungendo il Campo Mezzosangue, anche se la pena di Calipso funzionava anche al contrario ed anche Percy si era innamorato di Calipso.
Al campo si rincontra con Annabeth, che lo credeva morto, mentre Chirone lo informa che Chris è in fin di vita; mentre Quintus è fuggito nel labirinto in quanto era una spia di Luke. Nico intanto è tornato nel labirinto con il giudice infernale, Minosse. Percy torna a casa da sua madre e gli racconta le sue avventure e poi va a prendere Rachel Elizabeth Dare, che lo dovrà aiutare a orientarsi nel labirinto data la sua capacità di vedere attraverso la Foschia. I tre entrano nel labirinto e Rachel sembra orientarsi bene attraverso i segnali che solo lei percepisce. Ma i tre vengono rapiti dagli uomini di Luke e da Kelli e vengono portati in una sala da combattimento del Labirinto, dove i mostri si divertono nel vedere i duelli in un'arena costruita dal mostro Anteo in onore di suo padre Poseidone (anche se questo non apprezza i morti a lui dedicati). Qui Percy combatte con il suo fratellastro Anteo, sconfiggendolo, ma Luke non vuole salvarlo e così Percy usa il fischietto magico e la signora O'Leary li salva e i tre fuggono insieme a uno degli uomini di Luke, Ethan Nakamura, che però poi lì abbandonerà perché sempre dalla parte di Luke.

### Il ritrovamento di Dedalo e la resurrezione di Crono

Simbolo di Dedalo che contrassegna le entrate del labirinto

I tre raggiungono, grazie a Rachel, il laboratorio di Dedalo contrassegnato dal simbolo di Dedalo (la delta greca maiuscola, Δ). I tre arrivano nel laboratorio, che si trova in Colorado, e qui incontrano Quintus, che rivela di essere Dedalo. Dedalo infatti ha creato un automa di se stesso e così vive per sempre ingannando la morte per sfuggire all'ira di Minosse. Quintus, parola latina per il numero ordinale quinto, è il quinto corpo di Dedalo. Inoltre Dedalo dice che il filo di Arianna non aiuta a orientarsi più di una semplice mortale capace di vedere nella foschia quale è Rachel. Intanto arriva nel laboratorio anche la signora O'Leary. Dedalo dice di avere già dato il filo a Luke, che sta progettando un attacco al Campo. Entrano nel laboratorio Kelli, Minosse, che ha quasi riacquistato la vita, qualche mostro e Nico in catene. Si scatena la battaglia e Minosse prende il controllo degli spiriti dicendo di essere il re degli spettri annunciato dalla profezia, ma Nico lo caccia, e dato che è figlio di Ade diventa lui il re. Nella battaglia Kelli viene distrutta da Annabeth. Percy, Rachel, Annabeth e Nico prendono le ali che aveva usato Dedalo con suo figlio e fuggono volando dal labirinto per poi rientrarci in un portale da una fabbrica (i portali sono contrassegnati dalla delta maiuscola) e quindi, attraverso il labirinto arrivano a Otri, il palazzo dei Titani, sede di Luke e di Crono e antitesi dell'Olimpo.
Qui Percy apre la tomba di Crono non sapendo che grazie all'ultimo giuramento di un mezzosangue che si è unito a lui, sempre Nakamura, il Titano è ricostruito con il corpo di Luke, sacrificatosi per lui; Percy e i suoi amici fuggono nel labirinto mentre Nico chiude l'ingresso con un enorme masso. I tre escono nuovamente dal labirinto e si trovano in alcune grotte dove trovano Tyson e Grover. I sei proseguono e trovano il dio Pan che dice loro che a causa della distruzione delle selve il suo spirito è debole e lui sta per morire, ma prima rassicura tutti con parole di conforto e dice a Grover che sarà lui a dare la notizia della sua morte. Così il dio si dissolve insieme a una piccola area di selve che si era formata nella grotta.

### La battaglia del labirinto
Gli eroi arrivano a New York attraverso il labirinto. Lasciata Rachel, proseguono con i pegasi chiamati da Percy e arrivano al campo, dove annunciano la morte del grande dio Pan e si preparano allo scontro con i mostri. Dalla fessura precedentemente scoperta da Annabeth fuoriesce l'esercito di mostri di Crono capitanati da Campe. Il Campo sembra inizialmente riuscire a fronteggiare gli invasori, ma ben presto i mostri riescono ad avanzare. Durante lo scontro però Briareo e Dedalo ritornano dal labirinto e aiutano i mezzosangue, che riescono così a reagire ed a rispondere all'offensiva. Il dio Pan infonde la forza a Grover che, con un grido, scaccia i nemici.
Dedalo poi capisce che è vissuto troppo e che la sua ora è giunta e così, dopo aver consegnato il computer con i suoi progetti ad Annabeth, si fa spedire negli inferi e con lui crolla anche il labirinto, mentre Percy giura di prendersi cura della signora O'Leary. Ci sono molti morti tra i mezzosangue nella battaglia, tra i quali Lee Fletcher, il capo della casa di Apollo, e Castore, figlio di Dioniso. Egli, da poco, è tornato dalla sua missione annunciando che molti dei minori sono passati a Crono. Grover viene salvato proprio da lui perché il consiglio dei Satiri Anziani non gli crede, e inizia la missione per far rinascere le selve. Intanto Tyson decide di portare Briareo alle fucine, dove sarà di grande aiuto, mentre Nico abbandonerà il campo e andrà negli inferi ad allenarsi. Chris, grazie a Dioniso, è guarito dalla follia.
Nel momento in cui Percy sta lasciando il campo, Annabeth gli spiega la profezia: 
in più ci sono altri due versi che Annabeth non aveva riferito all'inizio: 
Due mesi dopo le vicende, alla festa di compleanno di Percy, a sorpresa arriva anche suo padre, il dio del mare Poseidone, che gli regala un dollaro di sabbia. Arriva anche Nico, che gli propone un piano attraverso il quale poter sconfiggere Luke/Crono (il piano tuttavia non viene rivelato e verrà svelato solo nel libro seguente).

## Capitoli
1. Combatto contro un paio di cheerleader
2. Ricevo una telefonata anonima dagli Inferi
3. Giochiamo ad acchiapparello con gli scorpioni
4. Annabeth infrange le regole
5. Nico offre gli Happy Meal ai morti
6. Incontriamo il dio bifronte
7. Tyson fomenta un'evasione
8. Facciamo un salto al ranch demoniaco
9. Spalo un bel po' di cacca
10. Giochiamo al quiz della morte
11. Mi do fuoco
12. Mi prendo una vacanza permanente
13. Ingaggiamo una nuova guida
14. Affronto mio fratello in un duello mortale
15. Rubiamo delle ali leggermente usate
16. Apro una bara
17. Il dio perduto parla
18. Grover sbaraglia tutti
19. Il Consiglio si divide
20. La mia festa di compleanno ha una svolta dark